# Grå barrskogspraktmal
Grå barrskogspraktmal (Denisia obscurella) är en fjärilsart som först beskrevs av Brandt 1937.  Grå barrskogspraktmal ingår i släktet Denisia, och familjen praktmalar, (Oecophoridae). Arten är reproducerande i Sverige.